# Callopistria niveigutta
Callopistria niveigutta là một loài bướm đêm trong họ Noctuidae.